# Élections au Parlement de Cantabrie
Les élections au Parlement de Cantabrie (en espagnol : elecciones al Parlamento de Cantabria) se tiennent tous les quatre ans, afin d'élire les députés au Parlement de Cantabrie. Celui-ci se compose, actuellement, de 35 députés.

## Résumé
| Année | Participation | Hémicycle | Parti en tête                   | Parti en tête       | Score   | Sièges  | Président | Président                   | Président |
| ----- | ------------- | --------- | ------------------------------- | ------------------- | ------- | ------- | --------- | --------------------------- | --------- |
| 1983  | 73,56 %       |           |                                 | Coalition populaire | 44,16 % | 18 / 35 |           | José Antonio Rodríguez      | Sans      |
| 1983  | 73,56 %       |           | Ángel Díaz de Entresotos (1984) | Coalition populaire | 44,16 % | 18 / 35 | AP        |                             |           |
| 1987  | 76,27 %       |           |                                 | Alliance populaire  | 42,16 % | 19 / 39 |           | Juan Hormaechea             | Sans      |
| 1987  | 76,27 %       |           | Jaime Blanco (1990)             | Alliance populaire  | 42,16 % | 19 / 39 | PSOE      |                             |           |
| 1991  | 72,34 %       |           |                                 | Parti socialiste    | 34,81 % | 16 / 39 |           | Juan Hormaechea             | PP        |
| 1991  | 72,34 %       | UPCA (es) |                                 | Parti socialiste    | 34,81 % | 16 / 39 |           | Juan Hormaechea             |           |
| 1995  | 74,05 %       |           |                                 | Parti populaire     | 32,50 % | 13 / 39 |           | José Joaquín Martínez Sieso | PP        |
| 1999  | 68,78 %       |           |                                 | Parti populaire     | 42,50 % | 19 / 39 |           | José Joaquín Martínez Sieso | PP        |
| 2003  | 73,05 %       |           |                                 | Parti populaire     | 42,49 % | 18 / 39 |           | Miguel Ángel Revilla        | PRC       |
| 2007  | 72,00 %       |           |                                 | Parti populaire     | 41,46 % | 17 / 39 |           | Miguel Ángel Revilla        | PRC       |
| 2011  | 73,44 %       |           |                                 | Parti populaire     | 46,12 % | 20 / 39 |           | Ignacio Diego               | PP        |
| 2015  | 66,23 %       |           |                                 | Parti populaire     | 32,59 % | 13 / 35 |           | Miguel Ángel Revilla        | PRC       |
| 2019  | 65,71 %       |           |                                 | Parti régionaliste  | 37,64 % | 14 / 35 |           | Miguel Ángel Revilla        | PRC       |
| 2023  | 65,31 %       |           |                                 | Parti populaire     | 35,78 % | 15 / 35 |           | María José Sáenz de Buruaga | PP        |